# Eduard Aigner
Eduard Aigner (* 6. August 1903 in Neuhaus an der Pegnitz; † 22. Dezember 1978 in München) war ein deutscher Maler in der Münchner akademischen Tradition.

## Leben
Nach der Realschulzeit in Eichstätt, wo er mit dem drei Jahre älteren und späteren Münchner Maler der Neuen Sachlichkeit Fritz Burkhardt in Kontakt stand, besuchte er die Kunstgewerbeschule in Nürnberg und studierte ab 1923 an der Akademie der bildenden Künste in München. In München ließ er sich auch nieder. Es folgten Studienaufenthalte in Paris, Italien und Spanien. Aigner war 1929 einer der Gründerväter des Bundes Fränkischer Künstler auf der Plassenburg in Kulmbach. 1932 erhielt er den Albrecht-Dürer-Preis der Stadt Nürnberg.  1943 nahm er mit zwei Arbeiten an der von Reichsleiter Baldur von Schirach organisierten Ausstellung Junge Kunst im Deutschen Reich in Wien teil.
Nach dem Dritten Reich bildete sich bereits 1945 unter dem Vorsitz von Eduard Aigner und Carl Theodor Protzen die Gruppe „Münchner Künstlergenossenschaft (MKG)“, die bei aller Anknüpfung an die Tradition der Vorkriegszeit auch modernen, experimentellen Richtungen offenstehen wollte. In der Praxis jedoch blieb man konservativ, d. h. sowohl thematisch als auch stilistisch der Tradition der Münchner Schule verhaftet. Die MKG-Ausstellungen erfreuten sich großer Beliebtheit. Nach verlorenem Prozess im Jahr 1950 im Streit um die Bezeichnung der Gruppe trat die „Gruppe Aigner-Protzen“ in der seit 1949 jährlich veranstalteten großen Kunstausstellung im Haus der Kunst unter der Benennung „Neue MKG“ auf. Seit 1961 war Aigner in Wasserburg am Inn ansässig.

## Würdigung
In Ölbildern, in Aquarellen und als Lithografien hielt Aigner Landschaften, Menschen und Tiere fest. Auch malte er Stillleben. Er orientierte sich in Sujets und Technik an der älteren Münchner Malkultur des 19. Jahrhunderts, einer akademischen Malerei mit pastosen und breitflächigen Farbaufträgen; statt der dunklen Farbtönen der traditionellen Münchner Malerei bevorzugte er jedoch helle Farben und schuf damit „Bilder von arkadischer Heiterkeit“ (Eichler). Werke besitzt unter anderem die Städtische Galerie in München. In der Pfälzischen Landesbibliothek existiert unter der Nummer 200 a eine biographisches und anderes Material enthaltende Aigner-Mappe des Hans-Georg Geißler-Archivs.

## Ausstellungen
- 2017 – Kunstmuseum Hersbruck – Die Verschollenen – Eine Dokumentation des Freskos am Hersbrucker Rathaus (1937–1945) und Werke aus verschiedenen Sammlungen (21. September bis 17. Dezember 2017)[3]